# Palacio de Bertemati
El palacio de Bertemati, situado en Jerez de la Frontera, (Andalucía, España) es una casa-palacio de estilo barroco construida hacia 1768-1772 en la Plaza del Arroyo a instancias de la familia Dávila Mirabal. 
Magnífico exponente de casa señorial jerezana, fue declarado Bien de Interés Cultural, con la categoría de Monumento, en 2005.
Actualmente es la sede de la Diócesis de Asidonia-Jerez.

## Origen
Próxima a la entonces Iglesia Colegial, hoy Catedral de Jerez de la Frontera, en la Plaza del Arroyo, Juan Dávila Mirabal decidió construir su residencia hacia 1768. Está documentada la dirección de las obras por el arquitecto jerezano Juan de Bargas, que estaba a cargo de las mismas en 1772.
Con el declive de la familia Dávila a principios del siglo XIX esta gran edificación sufrió numerosas transformaciones dividiéndose en dos propiedades. La mayor pasaría a ser propiedad de José Bertemati, un comerciante que haría fortuna y prestigio político en Jerez, transformándola hacia los nuevos gustos neoclásicos. La otra, que hace esquina con la actual calle José Luis Díez y Pérez de Muñoz, tras varias compras desafortunadas, fue transformada en una casa ecléctica donde se mezclan espacios afrancesados con otros neonazaries. 
Finalmente ambas propiedades volverían a unirse bajo el auspicio de Enrique de Bertemati, quien las cedería a la Iglesia para uso de las Hermanas de María Inmaculada (Servicio Doméstico) en 1942. 
En 2002 comenzaron las obras de restauración, que finalizaron en 2006, produciéndose el traslado al Palacio de Bertemati de la sede central de la Diócesis de Asidonia-Jerez. Con este nuevo uso, fue inaugurado por el Nuncio Apostólico Monseñor Manuel Monteiro de Castro y el obispo de la diócesis don Juan del Río Martín el 8 de diciembre de 2005. 

## Descripción
Son dos casas íntimamente unidas, producto de un solo proyecto.
La portada es de estilo barroco. Tiene dos cuerpos de altura, está elegantemente trazada y su ejecución es resuelta, tanto en su diseño como en su decoración. En ella destacan las columnas labradas en su fuste y sobre pedestales girados, que avanzan en la fachada para sostener un movido balcón, triplemente curvado por la inclusión en su centro de una rotunda ménsula cilíndrica. Un variado repertorio de curvas, contracurvas, ondas y quebrados contribuyen a exaltar, como en un retablo, la composición central sobre el hueco superior.

## Biblioteca
El obispado tiene un archivo y biblioteca con documentos desde el siglo XV al XX. Sus fondos proceden del Archivo Archidiocesano de Sevilla, de las parroquias de la diócesis y del antiguo vicariato de Jerez.

## Galería de imágenes

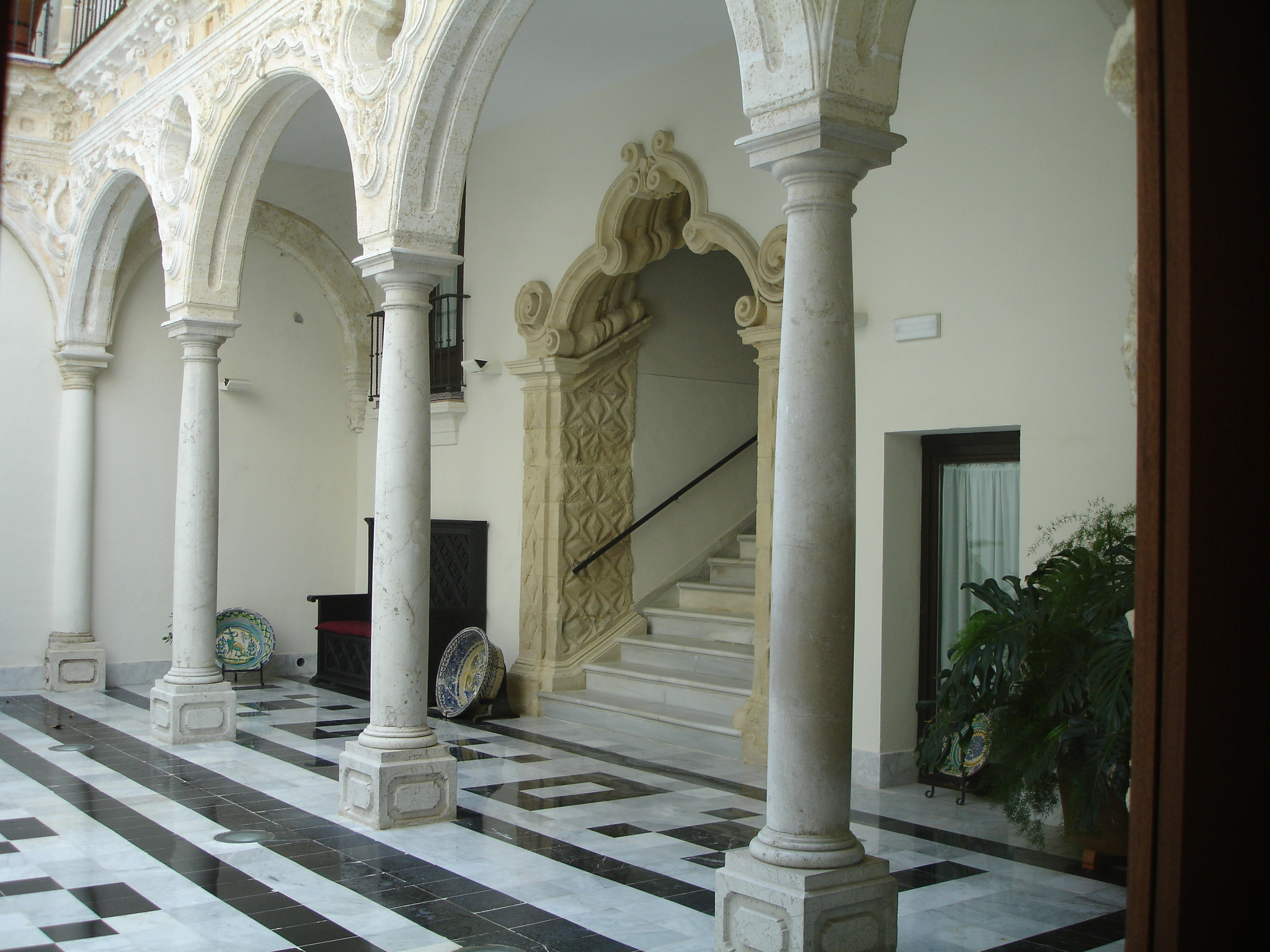
Escalera del patio principal
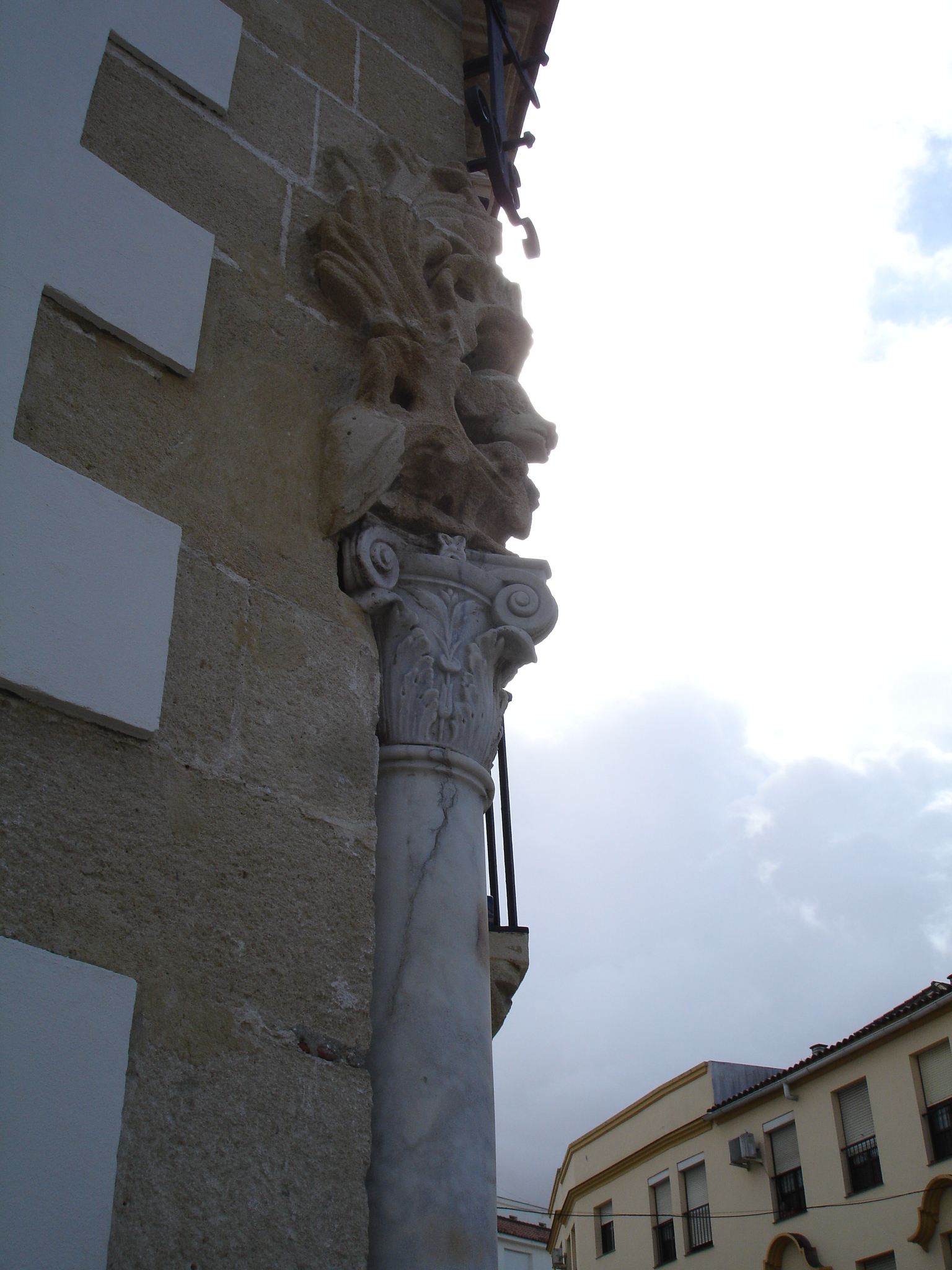
Detalle de la esquina
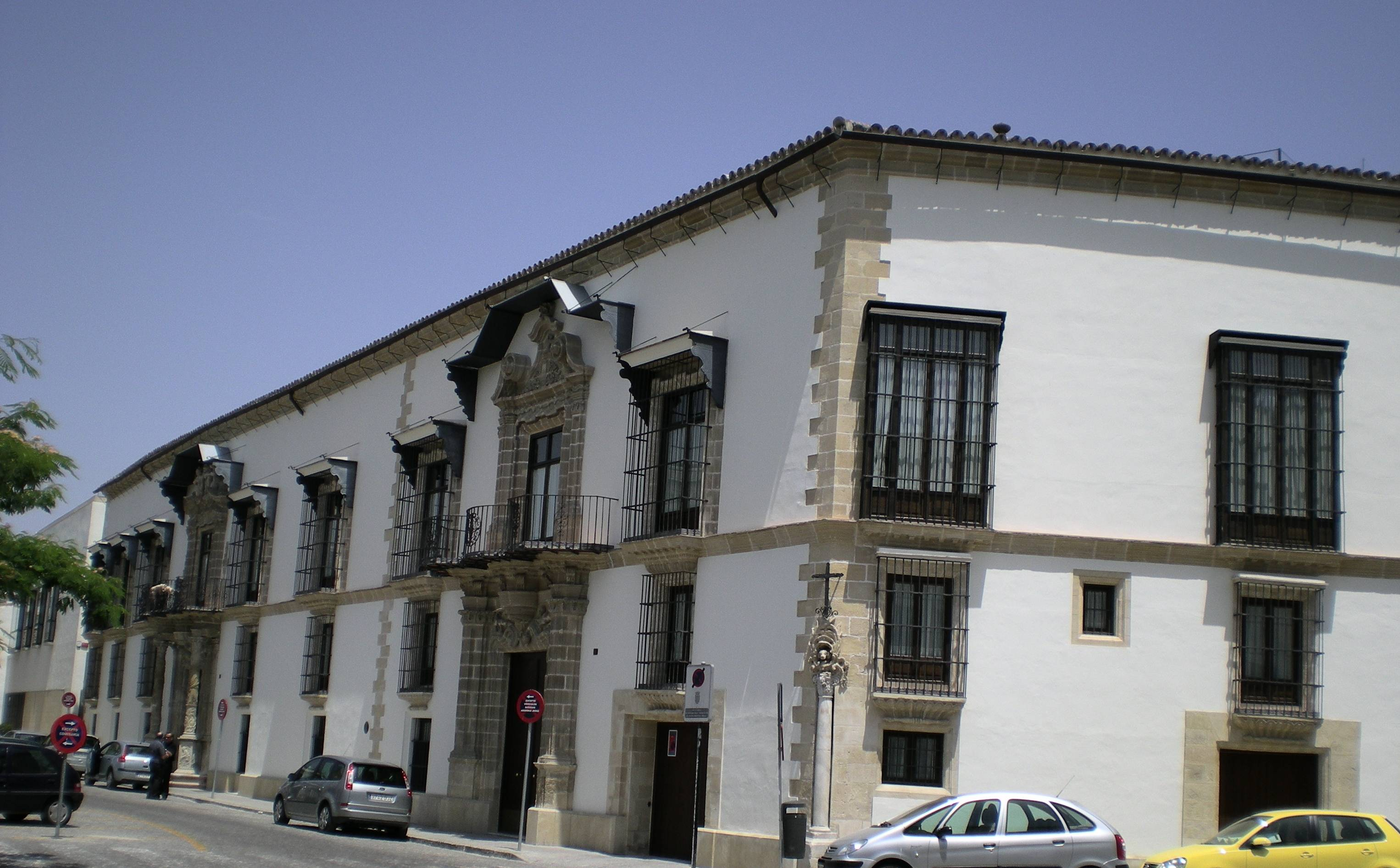
Fachada Casa de la Iglesia-Palacio Bertemati